# Triviális név
A triviális név (közönséges név, népnyelvi név) a kémiában, zoológiában, botanikában a nem-szisztematikus, illetve nem rendszertani elnevezés.
A kémiában vegyületek olyan elnevezése, amely eltér a vegyületek szisztematikus elnevezését előíró nómenklatúráktól (pl. IUPAC, annál rövidebb, egyszerűbb, könnyebben megjegyezhető. Például a 60 szénatomból álló, meghatározott szerkezetű C60 molekula elnevezése hat sort követelne meg, triviális neve pedig a buckminsterfulleren vagy még egyszerűbben buckyball. 
A triviális nevek egy része közhasználatú (pl. a triviális nevű kénsav pontos elnevezése dihidrogén-tetraoxoszulfát (VI) lenne.
A triviális nevekhez egyetlen gyártónak, előállítónak sem fűződhetnek kizárólagos jogai, ezért triviális kémiai vagy gyógyszernevek nem lehetnek szóvédjegyként védjegyoltalom tárgyai. Ugyancsak nem tölthetik be a szabályozottabb képzésű nemzetközi gyógyszer-szabadnév szerepét. 
A triviális neveknek a különböző nyelveken esetenként eltérő elnevezések felelnek meg; gyakori eset, hogy a triviális nevet más nyelvre lefordítják (pl. a folsav angolul folic acid stb.).
A triviális nevek általában nem alkalmasak a megnevezett dolog lényeges tulajdonságainak leírására. Az olyan tulajdonságokat, mint például a kémiai vegyület molekulaszerkezete, nem jelölik. Bizonyos esetekben a triviális nevek kétértelműek lehetnek, vagy különböző iparágakban vagy földrajzi régiókban eltérő jelentést hordoznak (például egy olyan triviális név, mint a fehér fém, különböző dolgokat jelenthet). A triviális nevek egyszerűbbek. Ennek eredményeképpen a triviális kémiai nevek korlátozott száma megmaradt neveknek, a nómenklatúra elfogadott részének.
A triviális nevek gyakran a köznyelvben keletkeznek; származhatnak történelmi használatból, például az alkímiában. Sok triviális név a hivatalos elnevezési konvenciók bevezetése előtt keletkezett. Az elnevezések alapulhatnak a vegyi anyag valamely tulajdonságán, beleértve a megjelenést (szín, íz vagy szag), az állagot és a kristályszerkezetet; a hely, ahol megtalálták, vagy ahonnan a felfedező származik; egy tudós neve; egy mitológiai alak; egy csillagászati égitest; a molekula alakja; sőt, még kitalált alakok is. Minden izolált elemnek triviális neve van.

## Fordítás
Ez a szócikk részben vagy egészben  a   Trivial name című angol Wikipédia-szócikk ezen változatának fordításán alapul.  Az eredeti cikk szerkesztőit annak laptörténete sorolja fel. Ez a jelzés csupán a megfogalmazás eredetét és a szerzői jogokat jelzi, nem szolgál a cikkben szereplő információk forrásmegjelöléseként.